# Чаус Юрій Богданович
Ю́рій Богда́нович Ча́ус (14 серпня 1968) — український футбольний тренер та функціонер. Головний тренер футбольного клубу «Миколаїв».

## Життєпис
Займався футболом на аматорському рівні. До 2011 року досвіду професійних виступів чи тренерської роботи не мав. У грудні 2011 року очолив новостворений аматорський футбольний клуб «Енергія», однак вже у квітні наступного року залишив свою посаду.
Протягом 2016—2017 років обіймав посаду спортивного директора та начальника команди миколаївського «Суднобудівника». 2017 року перейшов на аналогічну посаду до муніципального футбольного клубу «Миколаїв». Влітку 2019 року змінив Володимира Пономаренка на тренерському містку «Миколаєва-2».
17 жовтня 2019 року, після відставки Сергія Шищенка, був призначений виконуючим обов'язки головного тренера МФК «Миколаїв».

## Родина
- Син — Чаус Костянтин Юрійович (1990), український футболіст, захисник[3].